# Masaaki Yuasa

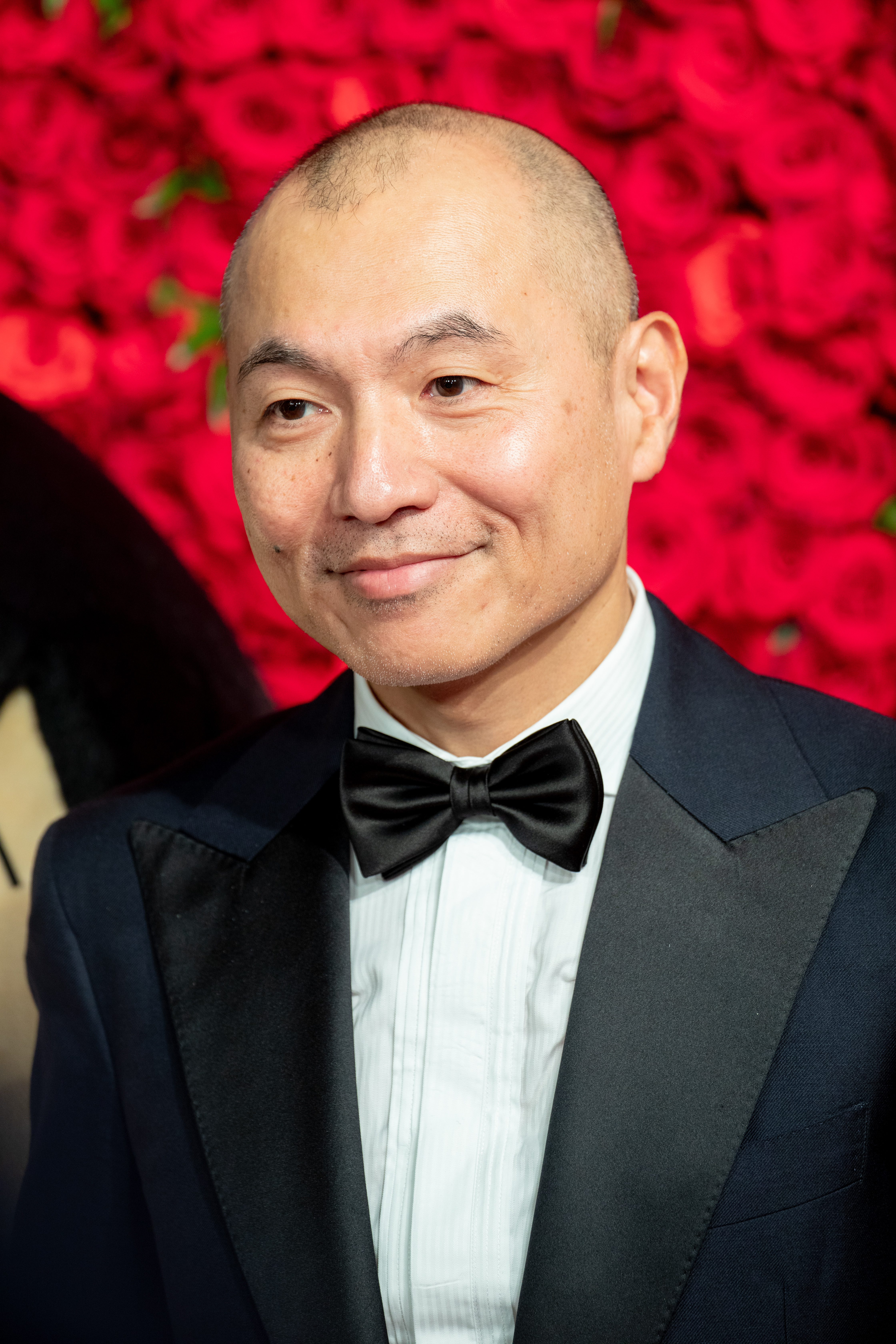
Masaaki Yuasa all'Anime Expo 2013

Masaaki Yuasa (湯浅 政明?, Yuasa Masaaki; Fukuoka, 16 marzo 1965) è un regista, sceneggiatore e animatore giapponese di anime. Arrivato al successo internazionale con la serie The Tatami Galaxy, è attualmente affiliato con Science SARU, lo studio di animazione giapponese da lui fondato assieme alla produttrice Eunyoung Choi nel 2013.

## Carriera

### Gli inizi
La carriera di Yuasa ha inizio nel 1993, quando inizia a lavorare per la serie Chibi Maruko-chan. Il suo lavoro successivo è per la serie, ancora in corso, Crayon Shin-chan prodotta dallo studio Shin-Ei Animation. Yuasa considera Crayon Shin-chan come una svolta: lavorando alla serie per la prima volta non si è sentito "rigido" e "limitato" e reputa questa esperienza d'animazione come "follemente divertente". Tale esperienza diventa la sua prima da direttore dell'animazione, poiché gli permette di gestire in prima persona un grande numero di episodi e speciali.
Dopo questa esperienza formativa, Yuasa continua a studiare e a lavorare come freelancer, migliorando le sue capacità di scrittura riguardo ai personaggi e alle storie. Durante questo periodo ha l'opportunità di lavorare con importanti figure dell'animazione come Kōji Morimoto e Isao Takahata.

### Il debutto conMind Game
Nel 2004, grazie ai contatti con Morimoto che lo introducono allo Studio 4°C, Yuasa è in grado di fare il suo ingresso nel mondo del cinema con il film Mind Game. L'esordio sul grande schermo è una dichiarazione di intenti autoriale di Yuasa e della sua animazione psichedelica a mano libera, molto spesso senza retini, qui affiancata anche da riprese live-action e al rotoscopio.
Mind Game segue le vicende di Nishi, un aspirante mangaka che per puro caso incontra in una Izakaya la sua vecchia compagna di liceo Myon, di cui è sempre stato segretamente innamorato. Myon rivela a Nishi che a breve si sposerà, procurando al protagonista un forte dilemma: confessare il proprio amore alla ragazza o meno. Da qui in poi una serie di bizzarri eventi porta Nishi a morire e finire nell'Aldilà, dove Dio gli concede di ripetere l'incontro disastroso con la ex-compagna appena terminato. Questo riavvolgimento di tempo porta poi i personaggi a finire nel ventre di una balena.
I personaggi che finiscono nel ventre della balena sfruttano questa prigionia in modi differenti: per riscoprire vecchi talenti, riaccendere vecchie storie d'amore, sognare il futuro con dettagli esilaranti e technicolor. La tela bianca dell'oscurità della balena offre a Yuasa lo spazio per mostrare a pieno tutta la sua creatività. Questo suo stile permette a questa parte del film di non sembrare strutturata ma spontanea, evidenziando quanto possa essere liberatorio impazzire di noia: le emozioni dei protagonisti finiscono per contagiare il resto dei compagni.
In Mind Game, il regista lascia trasparire ciò che pensano i personaggi attraverso immagini distorte e deformate che vanno a stravolgere i canoni su cui si basano gli anime comuni. Lo stile di Yuasa tende infatti a trasformare in incubi ciò che spesso sono frustrazioni giornaliere, facendo così immedesimare ancora di più lo spettatore. Sono presenti anche momenti anche di sensualità inusuale: in una scena per esempio gli amanti si trasformano uno nell'altro e viceversa provocando un senso di stranezza e surrealismo.
Il lungometraggio fu un grande successo di critica, elogiato per la sua tecnica estremamente espressionista e avanguardista, ma anche un grande fallimento al botteghino.

### Il successo conThe Tatami Galaxy
Ritornato alle serie animate, dopo le prime collaborazioni con lo studio Madhouse, per quest'ultima nel 2010 è creatore, sceneggiatore e regista di The Tatami Galaxy, serie tratta dall'omonimo romanzo di Tomohiko Morimi e opera che lo ha fatto conoscere a livello mondiale. The Tatami Galaxy racconta di Watashi, uno studente universitario che vive in una pensione economica all’interno di un campus. Il giovane è indietro con gli esami, non ha particolari prospettive davanti a sé e ha l’animo appesantito da molti rimpianti. È infatti convinto di aver sprecato i due anni appena trascorsi, quelli che in teoria avrebbero dovuto essere i più belli e spensierati della sua vita, e attribuisce i suoi insuccessi a Ozu, uno strano individuo con cui ha stretto un insolito rapporto di amicizia durante il suo anno da matricola. Ozu è un personaggio che sembra trarre piacere dalle sofferenze altrui ed è spesso riuscito a coinvolgere il protagonista in una serie di scherzi di pessimo gusto fatti agli altri studenti. Alla fine di ogni episodio, dopo essersi reso conto dei disastri causati, Watashi desidera poter ricominciare da capo e il suo desiderio viene esaudito: il tempo si riavvolge, i titoli di coda scorrono, e nell'episodio successivo Watashi può rifare la sua prima scelta a quale club universitario unirsi. Tuttavia, qualunque sia la sua decisione, il risultato finale è sempre un fallimento.
Attraverso una narrazione in flusso di coscienza enfatizzata da un ritmo di montaggio serrato e rapidi dialoghi, Yuasa presenta un tema abbastanza affine alla gioventù di tutti: l'irresponsabilità e l'incapacità di scegliere. Il regista prende queste sensazioni e le trasforma in un ritratto surreale e mutevole della giovinezza, dell'identità, della comunità e della società.
Lo stile artistico surreale di The Tatami Galaxy consente a Yuasa di proiettare dettagli e informazioni facilmente comprensibili riguardanti il mondo in cui si svolge la storia, guidando il modo in cui lo spettatore percepisce ciò che succede prima di resettare a ogni episodio il mondo e stravolgere tutto ciò che sembrava chiaro fino a quel momento. Questo per focalizzare l'attenzione sugli atteggiamenti negativi in cui chi guarda l'opera molto spesso si rispecchia.
The Tatami Galaxy, attraverso l'uso di simboli e astrazione, rende Watashi un personaggio in cui è facile immedesimarsi rendendo così possibile una maggiore comprensione del suo mondo e di ciò che succede attorno a lui, cioè della realtà limitata e deformata a cui normalmente le persone si aggrappano.

### Fondazione di Science SARU e Lavori successivi
Abbandonata la Madhouse a seguito della sua acquisizione da parte di Nippon Television, Yuasa è libero di capitalizzare il successo del precedente lavoro e lancia il crowdfunding per un cortometraggio che poi verrà realizzato col titolo di Kick-Heart presso lo studio Production I.G, diventando il primo progetto animato giapponese su larga scala ad essere finanziato su Kickstarter, raccogliendo oltre 200mila dollari da più di 3.200 donatori in tutto il mondo.
Durante la lavorazione di Kick-Heart, la assistente-regista Eunyoung Choi propone di collaborare con Yuasa in uno studio in proprio. Nel febbraio del 2013 viene fondata una nuova azienda col nome di Science SARU, il cui nome si traduce in "Scimmia di Scienza" nel tentativo di far convergere l'internazionalità tecnologica (la prima parte del nome, in inglese) con l'identità dell'animazione tradizionale nipponica (la seconda parte, in giapponese). In aggiunta Yuasa, che negli autoritratti si disegna spesso come una scimmia, decise di affiancare a questo animale la parola "scienza" con l'intento di dare l'idea di un'azienda che possiede al contempo istintività e intelligenza.
Il primo progetto del nuovo studio permette a Yuasa di fare il suo debutto nel panorama dell'animazione occidentale nella serie statunitense Adventure Time come ospite alla regia nell'episodio del 2014, "Catena alimentare", per il quale inoltre viene candidato agli Annie Award insieme alla direttrice artistica Eunyoung Choi. Nello stesso anno, Yuasa adatta in una serie anime lo spokon di Taiyō Matsumoto col titolo di Ping Pong the Animation. Oltre alla regia della serie, Yuasa ha scritto e creato gli storyboard di tutti gli episodi, con Science SARU a fornire i servizi di animazione digitale, accanto a Tatsunoko in qualità di studio principale. L'adattamento anime ha ottenuto elogi da parte della critica ed è stata riconosciuta come una delle migliori serie di animazione del decennio.
Nel 2017 dirige il film Lu e la città delle sirene, vincitore del Crystal award come miglior lungometraggio al Festival internazionale del film d'animazione di Annecy.
Nello stesso anno, in produzione con lo studio Science SARU, viene pubblicato anche Yoru wa mijikashi aruke yo otome (The Night is Short, Walk on Girl), vincitore del premio come Miglior film d'animazione all'Ottawa International Film Festival (2017) e sequel spirituale della serie The Tatami Galaxy.
Nel 2018 produce e dirige per Netflix la miniserie anime Devilman Crybaby, la quale riscuote fin da subito un grande successo. La serie è una rivisitazione animata in chiave contemporanea del noto manga di Go Nagai degli anni settanta, Devilman.
Il progetto più recente di Yuasa è Inu-Oh, un musical di animazione ambientato nel Giappone feudale del XIV secolo con protagonisti un musicista cieco e un attore di Nō afflitto da una maledizione. Prodotto da Science SARU con il character design di Taiyō Matsumoto, il film è stato proiettato in anteprima mondiale alla 78ª Mostra del cinema di Venezia in concorso nella categoria Orizzonti. Successivamente, ha vinto diversi premi internazionali ed è stato candidato al Golden Globe per il miglior film d'animazione.

## Stile
In tutti i lavori di Yuasa si incontrano personaggi ansiosi e incapaci che passano la loro vita a inseguire la realizzazione i propri sogni e cercare uno scopo alla loro esistenza, una sicurezza a cui aggrapparsi.
La caratteristica visiva più evidente dei lavori di Yuasa è la bidimensionalità delle animazioni: l'autore usa la flessibilità dell'animazione e del tratto (disegnato a mano, ma spesso assistito dal computer) non per ritrarre situazioni in maniera realistica, bensì per piegare, allungare e distorcere personaggi ed ambientazioni in modo da ottenere il massimo potere espressivo e umoristico. Egli usa anche la fotografia in modo originale, spesso come sfondo per fare da contrasto alla bidimensionalità dei personaggi. Anche l'uso del colore è particolare: è come se il regista cambiasse continuamente dei filtri sovrapposti all'immagine, in modo tale da sorprendere lo spettatore o mettere in risalto alcuni aspetti o scene. Nonostante la confusione provocata da questi continui cambi di colori e sfumature, le sequenze risultano comunque di facile interpretazione, grazie al ritmo ripetitivo e al montaggio che cerca di seguire la colonna sonora di sottofondo.
Yuasa afferma di aver trovato la sua maggiore ispirazione all'università, dove ha imparato la gran parte delle nozioni che ora ha su pittura a olio e disegno. Aggiunge inoltre di prestare attenzione a tutto ciò che lo circonda e trarne ispirazione, cercando di sfruttare al massimo i cinque sensi, spesso anche da cartelloni/video pubblicitari o dal movimento di qualcosa di naturale come può essere lo sbocciare di un fiore. Unitamente a ciò, il suo stile è influenzato anche da artisti come Tex Avery e Salvador Dali.

## Opere[19]

### Regia

#### Lungometraggi
- Mind Game (Maindo gēmu) (2004) – Regia, sceneggiatura
- Night Is Short, Walk On Girl (Yoru wa mijikashi aruke yo otome) (2017) – Regia
- Lu e la città delle sirene (Yoaketsugeru Rū no uta) (2017) – Regia, sceneggiatura
- Ride Your Wave (Kimi to, nami ni noretara) (2019) – Regia
- Inu-Oh (Heike monogatari: Inu-ō) (2021) – Regia

#### Serie animate
- Kemonozume (2006) – Regia e composizione della serie; sceneggiatura, storyboard, key animation
- Kaiba (2008) – Creatore e regista della serie, sceneggiatura e storyboard
- The Tatami Galaxy (2010) – Regia, sceneggiatura, storyboard
- Ping Pong the Animation (2014) – Regia, sceneggiatura
- Adventure Time (2014) – Regia e storyboard dell'episodio Catena alimentare
- Space Dandy (2014) – Regia e storyboard dell'episodio 16
- Devilman Crybaby (2018) – Regia
- Super Shiro (2019) – Regia
- Keep Your Hands Off Eizouken! (2020) – Regia
- Japan Sinks: 2020 (2020) – Regia
- Yurei Deco (2022) – Soggetto

#### Cortometraggi
- Vampiyan Kids (1999) episodio pilota – Regia, sceneggiatura, layout
- Genius Party (2007) – Regia per il sesto corto Happy Machine
- Kick-Heart (2012) cortometraggio – Regia

### Altri ruoli
- Chibi Maruko-chan (1990) – Animazione, sigla d'apertura e di chiusura (prima stagione)
- Crayon Shin-chan (1992) – Animazione, sigla d'apertura (quinta e sesta stagione) e di chiusura (terza e quarta stagione), direttore dell'animazione per gli episodi 48, 126, 260, 291 e speciali
- The Hakkenden (1994) – Direttore dell'animazione per l'episodio 10, La resurrezione di Hamaji (浜路再臨)
- Noiseman Sound Insect (1997) – Direttore dell'animazione, character design, layout
- I miei vicini Yamada (1999) – Key animation
- Nekojiru-sō (2003) – Produzione, sceneggiatura, pianificazione dell'OVA
- Samurai Champloo (2004) – Key animation per l'episodio 9
- Welcome to the Space Show (2010) – Titoli d'apertura
- Wakfu (2010) – Character design per l'episodio speciale Noximilien
- Spy x Family (2023) – Titoli d'apertura stagione 2

## Riconoscimenti[19]
2023 – Golden Globe
- Candidatura per il Miglior film d'animazione per Inu-ō

2005 – Mainichi Film Concours
- Premio Ofuji per Mind Game

2017 – Mainichi Film Concours
- Premio Ofuji per Lu e la città delle sirene

2017 – Festival internazionale del film d'animazione di Annecy
- "Cristal du long mètrage" per Lu e la città delle sirene

2017 – Ottawa International Animation Festival
- "Best Animated Feature" per Yoru wa mijikashi aruke yo otome

2018 – Awards of the Japanese Academy
- "Miglior film d'animazione" per Yoru wa mijikashi aruke yo otome